# Bobby Vee
Pour les articles homonymes, voir Vee.
Robert Thomas Velline dit Bobby Vee, né le 30 avril 1943 à Fargo (Dakota du Nord) (États-Unis) et mort le 24 octobre 2016 à Rogers (Minnesota), est un chanteur de rock américain.

## Biographie

### Carrière
Bobby Vee naît à Fargo, de Sydney Ronald Velline, pianiste et violoniste, et de Saima Cecilia Tampinila, dans une famille d'origines norvégienne et finlandaise.
Son premier single, Suzie Baby, enregistré en 1959 pour le label Soma, de Minneapolis, écrit en clin d'oeil à Peggy Sue de Buddy Holly, connaît un certain succès dans le Minnesota qui attire l'attention de Liberty Records. Son single suivant, une reprise de What Do You Want, d'Adam Faith, atteint les premières places du hit-parade de Billboard au début des années 1960. Sa quatrième sortie, une reprise des Clovers Devil or Angel (n° 6 américain), l'amène au plus haut niveau commercial. Le single suivant, Rubber Ball (1961, n° 6 aux États-Unis, n° 1 en Australie), fait de lui une star internationale.
L'enregistrement de Take Good Care of My Baby à l'été 1961 est numéro un du magazine américain Billboard, dans la catégorie des chansons pop, et numéro trois au Royaume-Uni (singles chart). Connu principalement comme interprète du compositeur pop Brill Building, Bobby Vee enregistre une série de tubes internationaux dans les années 1960, dont More Than Can Can Say (1961, n° 4 britannique), Run to Him (1961, n° 2 aux USA, n° 6 au Royaume-Uni), The Night Has A Thousand Eyes (1963, n° 3 aux États-Unis, n° 3 au Royaume-Uni) et Come Back When You Grow Up (1967, n° 3 des États-Unis). Quand Bobby Vee enregistre Come Back When You Grow Up, il est rejoint par un groupe appelé The Strangers. Il enregistre également en 1961 une version Lollipop, une chanson originale de Ronald & Ruby, qui devient également un succès. Bobby Vee totalise dix succès (singles) au Royaume-Uni, se terminant par Bobby Tomorrow (n° 21 en Grande-Bretagne) en 1963.
Bobby Vee apparaît dans plusieurs films musicaux et dans plusieurs clips Scopitone.
En 1999, il reçoit le prix Roughrider du Dakota du Nord.
Il est mentionné dans le film No Direction Home pour sa brève association musicale avec Bob Dylan. The Very Best de Bobby Vee, publié par EMI/GB le 12 mai 2008, figure au Top 5 du Royaume-Uni. Le 17 janvier 2011, EMI/GB sort Rarities, un CD double avec 61 titres, dont beaucoup d'inédits. Certaines versions sont des prises alternatives et des sorties stéréo inédites, ainsi que des morceaux de l'album Bobby Vee Live on Tour, sans le public.
Le 28 mars 2011, il devient la 235e personnalité intronisée au Rockabilly Hall of Fame.
En 2011, Bobby Vee est diagnostiqué atteint de la maladie d'Alzheimer. Il termine néanmoins ses tournées et enregistre son dernier CD, publié trois ans plus tard. En 2014, il est intronisé au Temple de la renommée scandinave-américain.

### Des débuts tragiques
La carrière de Bobby Vee commence en pleine tragédie. Le 3 février 1959, « le jour de la mort de la musique », trois grands noms de la scène rock, Buddy Holly, Ritchie Valens et The Big Bopper, se tuent dans un accident d'avion près de Clear Lake, dans l'Iowa, en route vers leur prochain spectacle prévu à Moorhead. Bobby Vee, alors âgé de 15 ans, et un groupe d'écoliers de Fargo rassemblés à la hâte qui se font appeler les Shadows, se voient confier le rôle peu enviable de remplacer Buddy Holly sur scène. Leur performance est un succès, mettant en mouvement une série d'événements qui conduiront à la carrière de Bobby Vee.
En 1963, Bobby Vee sort un album hommage sur Liberty Records appelé I Remember Buddy Holly. Dans les notes de couverture, il se souvient de l'influence de Buddy Holly et des événements entourant la mort de ce dernier.
Devenu une véritable star, Bobby Vee se produit régulièrement aux concerts commémoratifs de la Winter Dance Party à Clear Lake. Ses trois fils, tous musiciens, ont joué avec lui là-bas.

### Relation avec Bob Dylan
Tôt dans la carrière de Bobby Vee, un musicien s'appelant Elston Gunnn (sic) fait brièvement une tournée avec le groupe. Il s'agit de Robert Allen Zimmerman, qui deviendra plus tard célèbre en tant que Bob Dylan. L'autobiographie de Dylan mentionne Vee et fournit des détails complémentaires sur leur amitié, professionnelle et personnelle.
Lors d'un concert au Midway Stadium de Saint Paul, au Minnesota, le 10 juillet 2013, Dylan dit qu'il a joué sur scène avec de nombreux chanteurs, mais qu'aucun d'entre eux ne surpasse Bobby Vee.

### Vie personnelle
Bobby Vee et Karen Bergen se marient le 28 décembre 1963. Au début des années 1980, Vee déménage sa famille de Los Angeles à St. Cloud, Minnesota, où Karen et lui organisent des concerts annuels en faveur des enfants déshérités. Ils ont quatre enfants : trois garçons, Jeffrey, Thomas et Robert, qui a joué avec Vee dans sa carrière plus tard, et sa fille Jennifer. Karen décède d'une insuffisance rénale le 3 août 2015.

### Dernières années
Bobby Vee continue à donner des concerts jusqu'en 2011, lorsqu'il est diagnostiqué avec la maladie d'Alzheimer. En 2011, ses amis et sa famille contribuent à ses derniers enregistrements, finalement diffusés dans The Adobe Sessions le 3 février 2014. Le 29 avril 2012, Bobby Vee rend publique sa maladie et annonce qu'il se retire de l'industrie musicale . L'année précédant sa mort, il est hospitalisé à Rogers, dans le Minnesota, tout près de Minneapolis. Le 24 octobre 2016, Bobby Vee meurt des complications de sa maladie, à l'âge de 73 ans.

## Discographie
- 1960 : Bobby Vee Sings Your Favorites, Liberty LRP-3165 (Mono)/LST-7165 (Stereo)
- 1961 : Bobby Vee	, Liberty LRP-3181/LST-7181
- 1961 : Bobby Vee with Strings and Things, Liberty LRP-3186/LST-7186
- 1961 : Hits of the Rockin' 50's, Liberty LRP-3205/LST-7205	85
- 1962 : Take Good Care Of My Baby, Liberty LRP-3211/LST-7211
- 1962 : Bobby Vee Meets The Crickets, Liberty LRP-3228/LST-7228
- 1962 : A Bobby Vee Recording Session, Liberty LRP-3232/LST-7232
- 1962 : Merry Christmas From Bobby Vee, Liberty LRP-3267/LST-7267
- 1963 : The Night Has A Thousand Eyes, Liberty LRP-3285/LST-7285
- 1963 : Bobby Vee Meets The Ventures, Liberty LRP-3289/LST-7289
- 1963 : I Remember Buddy Holly, Liberty LRP-3336/LST-7336
- 1964 : Bobby Vee Sings The New Sound From England!, Liberty LRP-3352/LST-7352
- 1964 : 30 Big Hits Of The 60's, Liberty LRP-3385/LST-7385
- 1965 : Live! On Tour, Liberty LRP-3393/LST-7393
- 1966 : 30 Big Hits Of The 60's, Volume 2, Liberty LRP-3448/LST-7448
- 1966 : Look At Me Girl	, Liberty LRP-3480/LST-7480
- 1967 : Come Back When You Grow Up, Liberty LRP-3534/LST-7534
- 1968 : Just Today, Liberty LRP-3554/LST-7554
- 1968 : Do What You Gotta Do, Liberty LST-7592
- 1969 : Gates, Grills and Railings, Liberty LST-7612
- 1972 : Nothin' Like A Sunny Day, United Artists UAS 5656
- 1999 : Down The Line, RHP Rockhouse Productions RS-5999-1
- 2002 : I Wouldn't Change A Thing, RHP Rockhouse Productions
- 2014 : The Adobe Sessions, RHP Rockhouse Productions

### Chansons certifiées disque d'or
- Devil or Angel (1960)
- Rubber Ball (1961)
- Take Good Care of My Baby (1961)
- Run to Him (1961)
- The Night Has a Thousand Eyes (1962)
- Come Back When You Grow Up (1967) (Bobby Vee and The Strangers)

### Album certifié disque d'or
- The Bobby Vee Singles Album (1980) certified gold in the UK[2]

## Filmographie
Il fait des apparitions en jouant son propre rôle dans les 4 films suivants :
- Swingin' Along de Charles Barton (1961) ;
- Play It Cool de Michael Winner (1962) ;
- Just for Fun de Gordon Flemyng (1963) ;
- C'mon, Let's Live a Little de David Butler (1967).